# Ben Wyvis
Ben Wyvis är en bergstopp i Storbritannien. Den ligger i kommunen Highland och riksdelen Skottland, i den norra delen av landet, 700 km norr om huvudstaden London. Glas Leathad Mòr når 1 046 meter över havet. Bergstoppen är den högsta på berget.
Terrängen runt Ben Wyvis är huvudsakligen kuperad. Ben Wyvis är den högsta punkten i trakten. Runt Ben Wyvis är det mycket glesbefolkat, med 4 invånare per kvadratkilometer. Närmaste större samhälle är Dingwall, 13,0 km sydost om Ben Wyvis. Trakten runt Ben Wyvis består i huvudsak av gräsmarker.